# Milan Nedić
Milan Nedić (2. september 1878 – 4. februar 1946) var general og leder af en serbisk marionetregering under tysk okkupation. Før krigen havde han været forsvarsminister i Jugoslavien.
Efter krigen anholdt de jugoslaviske kommunister ham. I 1946 blev det rapporteret, at han pludselig havde begået selvmord ved at hoppe ud af et vindue. Andre mener, at han blev skubbet i døden.